# Nomar Garciaparra
Anthony Nomar Garciaparra, Spitzname Nomah, (* 23. Juli 1973 in Whittier, Kalifornien) ist ein ehemaliger US-amerikanischer Baseballspieler. Garciaparra war zuletzt als Infielder bei den Oakland Athletics aktiv. Zuvor spielte er viele Jahre als Shortstop und Third Baseman bei den Boston Red Sox und Chicago Cubs. Garciaparras ungewöhnlicher Vorname Nomar ist der rückwärts gelesene Name (Ananym) seines Vaters Ramon.
Garciaparra ist mit der Fußball-Olympiasiegerin und Fußballweltmeisterin Mia Hamm verheiratet. Das Paar hat seit dem 27. März 2007 Zwillingsmädchen.

## Major League Baseball Karriere

### Boston Red Sox (1994–2004)
Garciaparra wurde bereits in der ersten Runde des Drafts 1994 von den Boston Red Sox gewählt und sollte gut 10 Jahre in Massachusetts bleiben. Zu Beginn hatte Garciaparra den damaligen Star-Shortstop der Red Sox John Valentin vor sich und kam zu wenigen Einsätzen, dies änderte sich im Laufe der Saison 1996, in der Garciaparra aufgrund seines Talents die Position einnehmen durfte. Valentin verzichtete zu Gunsten des jungen Talents auf die Shortstop-Position und spielte in der Folge an der zweiten Base (später an der dritten). In der Saison 1997, die seine offizielle Rookie-Saison war, brachte es Garciaparra immerhin auf 30 Home Runs und 98 runs batted in, was ihm einen neuen MLB-Rekord in der Kategorie RBIs eines leadoff-hitters einbrachte. Er wurde folgerichtig am Ende der Saison zum Rookie of the Year gewählt. Zudem wurde er Achter des MVP-Voting. Schnell konnte sich Garciaparra in die Herzen der Red Sox Fans spielen und wurde zum Publikumsliebling.
In der Zeit von 1998 bis 2000 entwickelte sich Garciaparra zu einem überdurchschnittlich guten Schlagmann. 1998 beendete er die Saison mit 35 Homeruns und 122 RBIs. In den beiden folgenden Jahren führte er die Statistik des Schlagdurchschnitts (Batting Average) an. Im Einzelnen brachte er es 1999 auf .357 (35,7 %) und 2000 auf .372 (37,2 %).
Im Februar 2001 erschien Garciaparra auf dem Cover der Sports Illustrated. Dies gilt in den USA als eine der größten Auszeichnungen für einen Sportler. Im selben Jahr musste er aufgrund einer Handgelenksverletzung die Saison abbrechen. Zu Beginn der Saison 2002 war Garciaparra dann wieder rekonvaleszent und brachte es auf 120 Runs und führte die Statistik der Doubles mit 56 an. Allerdings hatte er noch Probleme mit seinem Defensivspiel. Zudem nahmen die Leistungen beim Schlagdurchschnitt stetig ab.

### Garciaparras Ende in Boston
Vor der Saison 2002 übernahm eine neue Besitzergruppe die Red Sox. Die Verantwortlichen im sportlichen Bereich sahen deutlichen Verbesserungsbedarf sowohl im Schlagdurchschnitt als auch in der Defensive. Dies waren die beiden Bereiche, in denen Garciaparra in den Jahren zuvor stark abgebaut hatte. Während der Vertragsverhandlungen zwischen Garciaparra und den Red Sox kursierten bereits glaubhafte Gerüchte, dass der Spieler einen neuen Vierjahresvertrag im Wert von 60 Millionen US-Dollar bekommen würde. Dieser Deal platzte jedoch im Laufe des Jahres 2003.
Die Saison 2003, in der Garciaparra eine solide aber unspektakuläre Leistung bot, endete mit einem miserablen September, in dem er nahe an seine Negativrekorde herankam. Mit einem Schlagdurchschnitt von .301 (30,1 %) lag er deutlich hinter dem, was man von ihm gewohnt war. In den Playoffs lieferte Garciaparra dann keinen Homerun und nur einen einzigen RBI. Zudem musste er zehn Strikeouts in zwölf Spielen hinnehmen.
Neue Kultstars der Red Sox wie David Ortiz oder Kevin Millar übernahmen Verantwortung und forderten einen mehr teamorientierten Baseballsport ohne die großen Stars. Diese Leitfiguren, zu denen auch Garciaparra zählte, wurden zunehmend isoliert.
Nach der Saison 2003 war bereits ein bevorstehender Wechsel von Garciaparra zu den Texas Rangers publik geworden. Der Deal allerdings platzte, als die Major League Baseball Players Association (MLBPA) den Vertrag des als Ersatz geplanten Shortstops Alex Rodríguez nicht genehmigte. Garciaparra kam 2004 zurück nach Boston. Dies war die letzte Saison des Vertrages, den er 1997 unterschrieben hatte.
Garciaparra verpasste drei Monate der Saison 2004 aufgrund einer Achillessehnenverletzung, nachdem ihn im Frühjahrstraining ein Foul Ball getroffen hatte. Viele Kritiker warfen ihm vor, die Schwere der Verletzung übertrieben und seine Auszeit künstlich in die Länge gezogen zu haben, da er erbost darüber war, dass Boston ihn unbedingt loswerden wollte und nun statt 15 Millionen nur noch 12 Millionen US-Dollar pro Jahr anbot. Garciaparra gab bekannt, auch den August und September nicht zur Verfügung zu stehen. Das Management entschied daraufhin, einen neuen Shortstop für die schwächelnden Red Sox zu verpflichten.

### Kurze Karriere bei den Cubs
Am 31. Juli 2004, am letzten Tag des Transferzeitraums, wechselte Garciaparra von Boston zu den Chicago Cubs. In einer Ansprache an die Medien rechnete Garciaparra noch einmal mit den Verantwortlichen der Red Sox ab. Im selben Jahr gewannen die Red Sox dann, ohne Garciaparra, die World Series.
In der Saison 2005 wurde Garciaparra wieder vom Verletzungspech heimgesucht. Ein Leistenbruch machte es unmöglich zu spielen. Erst am 5. August 2005 war er wieder im aktiven Kader der Cubs. Aufgrund einer Verletzung des Third Baseman Aramis Ramírez spielte Garciaparra vorübergehend an der dritten Base. Dies war erst das zweite Mal in seiner Karriere, dass er nicht als Shortstop spielte. Dies war vorher nur in seinem aller ersten MLB-Spiel der Fall, als er an der zweiten Base spielte.

### Los Angeles Dodgers (2006–2008)
Im Jahr 2006 kehrte Garciaparra in seine Heimatstadt zurück und unterschrieb bei den Los Angeles Dodgers. Dort traf er auf viele alte Weggefährten aus Boston, wie die Spieler Bill Mueller und Derek Lowe oder den Manager Grady Little.
Um das Verletzungsrisiko zu minimieren, spielte er nun an der ersten Base. Garciaparra blieb erstmals seit 2003 längere Zeit ohne Verletzung und konnte seine Offensivstärke zurückgewinnen. Auch seine Defensivleistungen an der ersten Base waren beeindruckend. In 588,2 Innings verursachte er lediglich einen Error. Zudem wurde er 2006 bereits zum sechsten Mal in das All-Star-Team gewählt. In der zweiten Hälfte der Saison wurde Garciaparra allerdings wieder einmal von kleineren Verletzungen zurückgeworfen und seine Statistik ging bergab.
Am 7. Oktober 2006 wurde Garciaparra zum Comeback Player of the Year gewählt. Am 20. November 2006 wurde dann der Vertrag von Garciaparra bis 2008 verlängert. Der Wert des Kontrakts beträgt 18,5 Millionen US-Dollar.

### Oakland Athletics (2009–2010)
Für die Saison 2009 unterschrieb Garciaparra einen Einjahresvertrag bei den Oakland Athletics. Dort soll er zum einen die in der Vorsaison sehr schwache Offensive verstärken. Zum anderen ist Garciaparra sehr vielseitig im gesamten Infield einsetzbar und soll dort den verletzungsanfälligen Spielern wie Eric Chavez Spielpausen ermöglichen.

### Rücktritt
Am 10. März 2010 unterzeichnete Garciaparra einen Eintagesvertrag bei den Boston Red Sox, um als Spieler der Mannschaft zurückzutreten. Er arbeitet seitdem für den Fernsehsender ESPN.

## Trivia
- Garciaparra trägt immer die Nummer 5. Ausnahme war sein erstes Spiel für die Cubs, bei dem er die 8 trug, da Catcher Michael Barrett bereits die 5 auf dem Jersey trug. Er und Barrett tauschten anschließend die Nummern.
- Garciaparra ist sechsmaliger All-Star (1997, 1999, 2000, 2002, 2003 und 2006).
- Garciaparra erhielt einen World-Series-Championship-Ring als Mitglied der Boston Red Sox von 2004, obwohl er während der Saison den Verein wechselte.
- Garciaparra hält den inoffiziellen Rekord der meisten Homeruns und des höchsten Schlagdurchschnitts eines Spielers an seinem Geburtstag.
- Am 22. November 2003 heiratete Garciaparra die Frauenfußballlegende Mia Hamm.
- Sein Bruder Michael Garciaparra ist ebenfalls Baseballspieler. Er spielt bei den Tacoma Rainiers, einem Farmteam der Seattle Mariners.